# Идиопатический фиброзирующий альвеолит
Идиопатический фиброзирующий альвеолит, диффузный интерстициальный пневмофиброз — заболевание, характеризующееся диффузным поражением лёгочного интерстиция с последующим развитием пневмосклероза и дыхательной недостаточности, гипертензии малого круга кровообращения и лёгочного сердца, относится к идиопатическим интерстициальным пневмониям. Встречается относительно редко (ок. 7—10 случаев на 100 тыс. населения), в развитии этой формы большое значение имеют аутоиммунные нарушения (гиперчувствительность III типа, реакции иммунных комплексов). Характерны серозно-фибринозное пропитывание альвеолярных перегородок, накопление в альвеолах экссудата, богатого фибрином, макрофагами и особенно нейтрофилами, выраженное разрастание соединительной ткани и её склерозирование, гиалиновые мембраны в альвеолах. Лёгкие плотны, красно-бурого цвета с сетью сероватых полосок и очагами буллёзной эмфиземы.

## Клиника
Заболевание чаще всего встречается у пациентов в возрасте старше 50 лет. Отмечается преобладание заболевания у мужчин, соотношение полов составляет примерно 1,7:1 в пользу мужчин (Johnston и соавторы, 1997). Основными жалобами больных являются одышка и непродуктивный кашель. По мере развития заболевания отмечается нарастание одышки, вплоть до полной инвалидизации больного: из-за одышки больной не способен произнести фразу, предложение, не может ходить, обслуживать себя. Начало болезни, как правило, незаметное, хотя иногда больные описывают дебют ИФА как острое респираторное заболевание, что предполагает роль вирусной инфекции в генезе заболевания (Egan и соавторы, 1997). Так как болезнь прогрессирует довольно медленно, пациенты успевают адаптироваться к своей одышке, постепенно снижая свою активность и переходя к более пассивному образу жизни. Большинство пациентов на момент обследования имеют анамнез заболевания длительностью до 1–3 лет, и практически никогда – менее 3 мес (du Bois и Wells, 2001). Иногда отмечается продуктивный кашель (до 20%), даже продукция гнойной мокроты, особенно у больных с тяжёлыми формами ИФА. Лихорадка не характерна для ИФА. Кровохарканье также не характерно для ИФА, и появление данного признака у больного ИФА должно ориентировать врача к поиску опухоли лёгких, которая у больных ИФА встречается в 4–12 раз чаще по сравнению с лицами общей популяции, даже после учёта анамнеза курения (Hubbard и соавторы, 2000). Другими симптомами могут быть общая слабость, артралгии, миалгии, изменение ногтевых фаланг в виде "барабанных палочек" (до 70%).
Характерным аускультативным феноменом при ИФА является конечно-инспираторная крепитация, которую сравнивают с "треском целлофана" или замком-молнией (хрипы "Velcro"). По сравнению с крепитацией при других заболеваниях (пневмония, бронхоэктазы, застойные процессы в лёгких), крепитация при ИФА более нежная (fine crackles): менее громкая и более высокая по частоте, выслушивается на высоте вдоха, т.е. в конечно-инспираторный период (Piirila и соавторы, 1995). Наиболее часто хрипы выслушиваются в заднебазальных отделах, хотя при прогрессировании заболевания крепитация может выслушиваться над всей поверхностью лёгких и в течение всей фазы вдоха. На ранних этапах болезни базальная крепитация может ослабевать или даже полностью исчезать при наклоне больного вперёд (du Bois и Wells, 2001). Сухие хрипы могут быть слышны у 5–10% больных и обычно появляются при сопутствующем бронхите. До 50% всех пациентов имеют тахипноэ.
По мере прогрессирования заболевания появляются признаки дыхательной недостаточности и лёгочного сердца: диффузный серо-пепельный цианоз, усиление II тона над лёгочной артерией, тахикардия, S3 галоп, набухание шейных вен, периферические отёки. Снижение массы тела больных, вплоть до развития кахексии, является характерным признаком терминальной стадии ИФА.

## Диагностика
На рентгенограмме — усиление и деформация лёгочного рисунка, сетчатость вследствие разрастания соединительной ткани вокруг лёгочных долек (картина «сотового лёгкого»). Наблюдается симптом «матового лёгкого» (нежное гомогенное затемнение лёгочных полей), чаще в нижних отделах лёгких и субплеврально. Более чувствительными методами диагностики являются сканирование с галлием-67 и бронхоальвеолярный лаваж (бронхоскопия с промыванием бронхов и последующим исследованием промывной жидкости).

## Лечение
Эффект лечения высок на начальных стадиях болезни, и снижается по мере развития фиброза.
Назначают глюкокортикоиды, при их недостаточной эффективности и дальнейшем прогрессировании процесса добавляют иммунодепрессанты (циклофосфан или азатиоприн), пеницилламин. Дозы медикаментов снижают постепенно, не ранее 1,5 — 3 месяцев после начала лечения. Антибиотики неэффективны. При острых формах возможно применение плазмафереза. Однако эффективность плазмафереза при этой патологии не изучена. Рекомендуется проведение плазмафереза с удалением 25-30 % объёма циркулирующей плазмы, с замещением на кристаллоидные инфузионные растворы. Курс лечения плазмаферезом — 3 операции с интервалом в 5-7 дней между сеансами.

## Прогноз
Прогноз при отсутствии лечения неблагоприятный — больные погибают через 4 — 6 лет от начала заболевания, а иногда даже через 1 — 2 месяца. Своевременно начатое лечение помогает не только спасти жизнь, но и сохранить трудоспособность больных ИФА, которые, однако, должны пожизненно находиться под наблюдением пульмонолога и ревматолога.